# 瀧本美織
瀧本 美織（たきもと みおり、1991年〈平成3年〉10月16日 - ）は、日本の女優、歌手。鳥取県鳥取市出身。スターダストプロモーション所属。

## 略歴
小学生の頃から芸能界に興味を持ち、地元からダンススクールなどに通うため度々上京し、芸能活動をスタート。その後も高校卒業までは仕事やレッスンの度に上京していた。
2003年8月、エイベックス主催のオーディション「avex audition 2002」を受けて応募人数2万人の中の15人に選ばれ、最終的に5人組のダンス&ボーカルユニット・SweetSのメンバー（この時の芸名は「MIORI」）として芸能界デビュー。2006年8月にリリースしたベストアルバムを最後に同グループは解散。
17歳の時にスカウトされ、2008年、スターダストプロモーション芸能3部に移籍。
2010年1月公開の映画『彼岸島』のオーディションでヒロイン役を獲得し、女優デビューを果たす。
2010年度後期放送のNHK連続テレビ小説『てっぱん』にオーディションを経て起用され、ヒロイン・村上あかり役を務めた。
2011年、人気韓国ドラマの日本リメイク版となる『美男ですね』（TBS系）で民放ドラマ初主演。ここで演じたバンドA.N.JELL（エイエンジェル）の一員という形で番組限定ながら歌手活動もした。同年、『てっぱん』『美男ですね』の演技が評価されTVnavi ドラマ・オブ・ザ・イヤー2011最優秀新人賞を受賞した。
2013年4月、『妻は、くノ一』（NHK BSプレミアム）で時代劇に初出演、初のアクションにも挑戦し、ジャパンアクションアワード2014ベストアクション女優賞優秀賞を受賞。7月公開の宮崎駿のスタジオジブリ長編アニメーション映画『風立ちぬ』でヒロイン・里見菜穂子役の声優を担当。
2014年10月から2016年9月まで、紀行番組『アナザースカイ』（日本テレビ系）で初MCを務める。
2014年11月、ボーカル「MIORI」として参加した5人組ガールズバンド「LAGOON」がソニー・ミュージックからデビュー。同年、『ブエノスアイレス午前零時』で初舞台。
2016年8月、『狸御殿』でミュージカル初出演。10月、「とっとりふるさと大使」を委嘱される。
2018年、帯ドラマ劇場『越路吹雪物語』（テレビ朝日系）で越路吹雪の青年期役を演じた。
2022年、連続ドラマ『Sister』（読売テレビ・日本テレビ系）で主演。
2024年、自身初となるソロワンマンライブ「瀧本美織 LIVE 2024 at TOKYO & OSAKA」を、大阪・梅田Zeela（2月12日）、東京・渋谷ストリームホール（3月31日）にて開催。同年8月7日、ソロアーティストとして初のオリジナル楽曲「あなたで」を発表。また同年10月13日には、自身初となるビルボードライブ『瀧本美織 Billboard Live "Amanda"』を神奈川・ビルボードライブ横浜にて開催。同公演のタイトルは、もしビルボードライブをするなら、アルファベット順で名前をつけたらどうだろうという瀧本のアイデアから「愛に値する」や「愛される」という意味がある“Amanda”と名付けた。また、タイトルに因んで「Amandaという1人の女の子のキャラクターでライブをする」というテーマを設けてライブを行った。

## 人物
- 一人っ子である。
- 鳥取敬愛高等学校卒業[25]。
- 趣味はカラオケで、安室奈美恵や椎名林檎をよく歌う[4]。
- 特技はバトントワリング、ダンス、短距離走、新体操（ブリッジ）で、TRFのSAMに教わったので、ダンスは基本的に何でも踊れる。また、運動会の100メートル走ではいつも1位であった[4][26]。
- 尊敬するアーティストは浜崎あゆみと島谷ひとみ[1]。
- 目標とするタレントは竹内結子や麻生久美子で、彼女たちのように何色にでも染まれる女優になりたいという[4]。
- かなりの酒豪で、ワイン、マッコリ、ビールなどを好む[27]。

## 出演

### 映画
- 彼岸島（2010年1月9日、ワーナー・ブラザース映画） - ユキ 役[5]
- 食堂かたつむり（2010年2月6日、東宝）
- 貞子3D2（2013年8月30日、東宝） - 主演・安藤楓子 役[28]
- HOKUSAI（2021年5月28日、スターダストピクチャーズ） - コト 役[29]
- 変な家（2024年3月15日、東宝） - 片淵綾乃 役[30]

#### 劇場アニメ
- 風立ちぬ（2013年7月20日、東宝） - 里見菜穂子 役[31][12]
- 天才バカヴォン〜蘇るフランダースの犬〜（2015年5月23日、東映） - ネロ 役[32]

### テレビドラマ
- 連続テレビ小説 てっぱん（2010年9月27日 - 2011年4月2日、NHK総合・NHK BSプレミアム） - 主演・村上あかり 役[6]
  - てっぱん 番外編「イブ・ラブ・ライブ」（2011年12月24日）[33]
- 美男ですね（2011年7月15日 - 9月23日、TBS） - 主演・桜庭美男 / 桜庭美子 役[7]
- ハングリー!（2012年1月10日 - 3月20日、関西テレビ・フジテレビ） - ヒロイン・大楠千絵 役[34]
- 三毛猫ホームズの推理 第2話（2012年4月21日、日本テレビ） - 金崎涼子 役[35]
- 宮部みゆき・4週連続 “極上”ミステリー 最終夜 レベル7（2012年5月28日、TBS） - 真行寺舞 役[36]
- GTO（2012年7月3日 - 9月11日、関西テレビ・フジテレビ） - ヒロイン・冬月あずさ 役[37]
  - GTO 秋も鬼暴れスペシャル（2012年10月2日）[38]
  - GTO正月スペシャル! 冬休みも熱血授業だ（2013年1月2日）[39]
  - GTO完結編 〜さらば鬼塚! 卒業スペシャル〜（2013年4月2日）[40]
- 宮部みゆきミステリー パーフェクト・ブルー（2012年10月8日 - 12月17日、TBS） - 主演・蓮見加代子 役[41]
- 妻は、くノ一（2013年4月5日 - 5月24日、NHK BSプレミアム） - 織江 役[10][42]
  - 妻は、くノ一 〜最終章〜（2014年5月23日 - 6月20日）[43]
- 海の上の診療所 第4話（2013年11月4日、フジテレビ） - 藤井みちる 役[44]
- Dr.DMAT（2014年1月9日 - 3月20日、TBS） - 八雲春子 役[45]
- 殺人偏差値70（2014年7月2日、日本テレビ） - 真山理佳子 役[46]
- キャビンアテンダント刑事〜ニューヨーク殺人事件〜（2014年7月7日、フジテレビ） - 渡部結 役[47]
- フラガールと犬のチョコ（2015年3月11日、テレビ東京） - 主演・森田沙衣 役[48]
- 経世済民の男・第2部『小林一三 〜夢とそろばん〜』（2015年8月29日・9月5日、NHK大阪放送局） - 小林（丹羽）コウ 役[49]
- わたしをみつけて（2015年11月24日 - 12月15日、NHK総合） - 主演・山本弥生 役[50][51]
- このミステリーがすごい! ベストセラー作家からの挑戦状「ポセイドンの罰」（2015年11月30日、TBS） - 高瀬美波 役[52]
- 素敵な選TAXIスペシャル（2016年4月5日、フジテレビ）[53]
- "くたばれ"坊っちゃん（2016年6月22日、NHK BSプレミアム） - 高砂ゆかり 役 [54]
- キャリア〜掟破りの警察署長〜（2016年10月9日 - 12月11日、フジテレビ） - ヒロイン・相川実里 役[55][56]
- Chef〜三ツ星の給食〜 第6話（2016年11月17日、フジテレビ） - 相川実里 役[注 4][57]
- 連続ドラマW アキラとあきら（2017年7月9日 - 9月3日、WOWOW） - 水島カンナ 役[58]
- 帯ドラマ劇場『越路吹雪物語』（2018年1月8日 - 3月30日、テレビ朝日） - 主演・越路吹雪（青年期） 役[20]
- 連続ドラマW 監査役 野崎修平（2018年1月14日 - 3月4日、WOWOW） - 吉野美保 役[59]
  - 頭取 野崎修平（2020年1月19日 - 2月16日）[60]
- あにいもうと（2018年6月25日、TBSテレビ） - 赤座佐知 役[61]
- 刑事ゼロ（2019年1月10日 - 3月14日、テレビ朝日） - 佐相智佳 役[62]
  - 刑事ゼロ スペシャル（2019年9月15日）[63]
  - 刑事ゼロ スペシャル2（2020年6月7日）[64]
- 仮面同窓会（2019年6月1日 - 7月21日、東海テレビ・フジテレビ） - ヒロイン・竹中美郷 役[65]
- 相棒 season18 元日スペシャル 第11話（2020年1月1日、テレビ朝日） - 雨宮紗耶香 役[66]
- 新春3夜連続ドラマ 破天荒フェニックス（2020年1月3日 - 5日、テレビ朝日） - 神戸麻美 役[67]
- 父と息子の地下アイドル（2020年2月23日、WOWOW） - 宮野佳菜子 役[68]
- 剣客商売 第6作「婚礼の夜」（2020年3月13日、フジテレビ） - 佐々木三冬 役[69]
- 特集ドラマ 金魚姫（2020年3月29日、NHK BSプレミアム） - リュウ 役[70]
- ピーナッツバターサンドウィッチ（2020年4月3日 - 5月22日、毎日放送） - 森本美晴 役[71]
- 運命から始まる恋 -You are my Destiny-（2020年4月11日 -  6月13日、フジテレビ[注 5]） - 主演・佐藤彩 役[73]
- ドラマスペシャル 検事・佐方 〜恨みを刻む〜（2020年9月6日、テレビ朝日） - 花岡尚子 役[74]
- 知ってるワイフ（2021年1月7日 - 3月18日、フジテレビ） - 江川沙也佳 役[75]
- 出会い系サイトで70人と実際に会ってその人に合いそうな本をすすめまくった1年のこと（2021年3月26日 - 5月28日、WOWOWプライム） - 主演・花田菜々子 役[注 6][76]
- 殴り愛、炎（2021年4月2日・9日、テレビ朝日） - ヒロイン・豊田秀美 役[77]
- 月曜プレミア8 船橋署刑事課・香山亮介シリーズ「冤罪犯」（2021年8月30日、テレビ東京） - 増岡美佐 役[78]
  - 船橋署刑事課・香山亮介シリーズ「黙秘犯」（2022年8月8日）[79]
- 第33回ヤングシナリオ大賞『踊り場にて』（2021年12月30日、フジテレビ） - 主演・美園舞子 役[80]
- ドクターホワイト（2022年1月17日 - 3月21日、関西テレビ・フジテレビ） - 高森麻里亜 役[81][82]
  - ドクターホワイト 特別編（2022年3月28日）[83]
- Sister（2022年10月20日 - 12月22日、読売テレビ・日本テレビ） - 主演・三好沙帆 役（山本舞香とW主演）[21]
- 忍者に結婚は難しい 第9話（2023年3月2日、フジテレビ） - 山田 役[84]
- 風間公親-教場0- 第7話（2023年5月22日、フジテレビ） - 筧麻由佳 役[85][86]
- ノンレムの窓 2023 夏 第3話「出世したくない君へ」（2023年7月8日、日本テレビ） - 関本七 役[87]
- 最高の生徒〜余命1年のラストダンス〜（2023年7月15日 - 9月23日、日本テレビ） - 宮尾むつ子 役[88]
- ハイエナ（2023年10月20日 - 12月8日、テレビ東京） - 川鵜壮子 役[89]
- となりのナースエイド 第4話 - 最終話（2024年1月31日 - 3月13日、日本テレビ） - 火神玲香 役[90]
  - となりのナースエイドSP2025（2025年1月11日、日本テレビ）[91]
- 財閥復讐〜兄嫁になった元嫁へ〜（2025年1月6日 - 3月10日、テレビ東京） - 主演・伊勢絵理香 役（渡邊圭祐とW主演）[92]
- トウキョウホリデイ（2025年4月4日 - 6月20日、テレビ東京） - 主演・石田桜子 役（ガルフ・カナーウットとW主演）[93]

### 配信ドラマ
- 指恋 〜君に贈るメッセージ〜（2013年12月4日 - 、UULA） - 主演・安藤美羽 役[94]
- THE LAST COP/ラストコップ episode 3（2015年6月26日 - 、Hulu） - 石川七海 役[95]
- ファイナルライフ -明日、君が消えても-（2017年9月8日 - 、Amazonプライム・ビデオ） - ヒロイン・綾辻佳菜 役[96]
- 運命から始まる恋 -You are my Destiny-（2020年2月12日 - 、フジテレビオンデマンド / YOUKU[注 7]） - 主演・佐藤彩 役[72]
- 出会い系サイトで70人と実際に会ってその人に合いそうな本をすすめまくった1年間のこと（2021年2月26日 - 、WOWOWオンデマンド[注 8]） - 主演・花田菜々子 役[76]
- 死ぬほど愛して（2025年3月27日 - 、ABEMA SPECIAL） - ヒロイン・神城澪 役[97][98]

### 舞台
- ブエノスアイレス午前零時（2014年11月28日 - 12月21日、新国立劇場中劇場 / 12月26日 - 29日、大阪・シアターBRAVA!） - ヒロイン・マリア 役[99]
- ミュージカル 狸御殿（2016年8月1日 - 27日、新橋演舞場） - きぬた 役[18]
- 音楽劇 マリウス（2017年3月6日 - 27日、日生劇場 / 2018年6月8日 - 26日、大阪松竹座） - ファニー 役[注 9][100][101][102]
- Endless SHOCK（2018年2月4日 - 3月31日、帝国劇場） - リカ 役[103]
- 森 フォレ（2021年7月6日 - 24日、世田谷パブリックシアター / 7月28日、名古屋・日本特殊陶業市民会館ビレッジホール / 8月7日・8日、兵庫県立芸術文化センター阪急中ホール） - ルー 役[104][105]

### テレビ番組
- 東北発☆未来塾（2012年4月6日 - 2013年9月26日、NHK Eテレ） - ナレーション[106]
- アナザースカイ（2014年10月3日 - 2016年9月30日、日本テレビ） - MC[13][14]

### テレビアニメ
- まじっく快斗1412（2015年3月14日、日本テレビ） - ジョディ・ホッパー 役

### 吹き替え
- クラリス（2022年1月、WOWOW） - 主人公・クラリス・スターリング 役（レベッカ・ブリーズ）[107]

### ラジオドラマ / イヤードラマ
- FMシアター　響け、100年目の第九（2018年12月22日、NHK-FM） - 祥子 役[108]
- FMシアター　新宿の猫（2019年8月24日、NHK-FM） - 夢ちゃん 役[109]
- 人工知能の恋（2022年1月3日 - 配信、NUMA） - 主演・カエデ 役[110]

### CM・広告

#### CM
- ソニー損害保険 自動車保険（2009年10月 - 2015年9月）[111]
  - 「復刻版ミュージカル」篇（2024年10月1日 - ）[112][113]
- アステラス製薬 / ファイザー 動脈硬化性疾患予防啓発活動「コレステロール甘くみない!!!」 お父さんが心配篇（2010年10月 - ）[114]
- アサヒ飲料 三ツ矢サイダー（2011年5月 - ）
- 旭ファイバーグラス「アクリア」（2011年12月 - ）
- 東洋水産「麺づくり」「昔ながらの中華そば」「屋台十八番」（2012年9月 - ）
- ブルボン「SLOW BAR」（2012年9月 - ）[115]
- GODIVA Short Movie 2014「メサージュショコラ 〜大切なあの人に、スウィートなメッセージを〜」（2014年1月 - 2月） - 配信ドラマ「指恋 〜君に贈るメッセージ〜」とのコラボレーション[116]
- LIXIL リアルティ（現・ERAジャパン）（2014年 - ）
- ジュジュ化粧品「アクアモイスト潤密」（2015年4月 - ）[117]
- リクルート「ホットペッパーグルメ」 - 「夏の夢」編（2017年7月 - ）[118]
- 三基商事「ミキプルーン」（2018年 - ）[119]
- IDOM「ガリバー大決算SALE 2020」（2020年1月 - ）[120]
- アイドマ・ホールディングス 「ReWorks（リワークス）」（2021年 - ）[121]
- セザンヌ化粧品 イメージモデル（2023年1月 - 12月）[122]

#### 広告
- ツカモト 振袖カタログ「まゆこ」「ハタチスタイル」（2011年）
- 朝日新聞 広告特集「二十歳・これまでの私、これからの私」幸せオーラと遊び心のある大人に（2012年1月9日）

### ミュージックビデオ
- YUI「Never say die」（2009年）
- ステレオポニー「はんぶんこ」（2010年）
- HIROBA「ふたたび(with 大塚愛)」（2023年）

### イベント
- 関西コレクション 2016 SPRING & SUMMER（2016年2月28日、京セラドーム） - ランウェイの他、LAGOONのボーカルとしてオープニングアクトにも登場。[123][124]

## ディスコグラフィ

### A.N.JELL名義
| 発売日        | タイトル                                                      | 収録曲                                    | 規格    | 規格品番    | 備考                                                                      |
| ------------- | ------------------------------------------------------------- | ----------------------------------------- | ------- | ----------- | ------------------------------------------------------------------------- |
| 2011年10月5日 | A.N.JELL WITH TBS系 金曜ドラマ「美男ですね」 MUSIC COLLECTION | 1. promise 2. ふたり 3. alone 4. Miss You | CD      | AVCD-38384  | 「A.N.JELL」の楽曲4曲+ドラマ・サウンドトラックの2枚組 レーベル：Avex trax |
| 2011年10月5日 | A.N.JELL WITH TBS系 金曜ドラマ「美男ですね」 MUSIC COLLECTION | 1. promise 2. ふたり 3. alone 4. Miss You | 2CD+DVD | AVCD-38382B | 「A.N.JELL」の楽曲4曲+ドラマ・サウンドトラックの2枚組 レーベル：Avex trax |

### LAGOON名義

#### シングル
| 発売日         | タイトル          | 収録曲                                                                                            | 規格   | 規格品番              |
| -------------- | ----------------- | ------------------------------------------------------------------------------------------------- | ------ | --------------------- |
| 2014年11月26日 | 君の待つ世界      | 1. 君の待つ世界 2. Dear friend 3. Are You Ready? 4. 君の待つ世界（Instrumental）                  | CD     | SRCL-8653             |
| 2014年11月26日 | 君の待つ世界      | 1. 君の待つ世界 2. Dear friend 3. Are You Ready? 4. 君の待つ世界（Instrumental）                  | CD+DVD | SRCL-8651 / SRCL-8654 |
| 2015年5月27日  | KNOCKED-OUT BOY   | 1. KNOCKED-OUT BOY 2. プラチナのシークレット 3. Shout it out!! 4. KNOCKED-OUT BOY（Instrumental） | CD     | SRCL-8817             |
| 2015年5月27日  | KNOCKED-OUT BOY   | 1. KNOCKED-OUT BOY 2. プラチナのシークレット 3. Shout it out!! 4. KNOCKED-OUT BOY（Instrumental） | CD+DVD | SRCL-8815             |
| 2015年11月18日 | Rhapsody In White | 1. Rhapsody In White 2. One More Love 3. 二人がほしかったもの 4. Rhapsody In White(Instrumental)  | CD     | SRCL-8930             |
| 2015年11月18日 | Rhapsody In White | 1. Rhapsody In White 2. One More Love 3. 二人がほしかったもの 4. Rhapsody In White(Instrumental)  | CD+DVD | SRCL-8928             |

#### ミニアルバム
| 発売日       | タイトル                   | 収録曲 | 規格 | 規格品番  |
| ------------ | -------------------------- | --- | ---- | --------- |
| 2016年6月1日 | 僕たちの毎日が永遠になる。 | 1. 僕たちの毎日が永遠になる。 2. あの日の青空、君と。 3. my home 〜心が帰る場所〜 4. サヨナラ 5. Red eye 〜1人の時間が教えてくれたこと〜 | CD   | SRCL-9077 |

### ソロ楽曲
- あなたで（2024年8月7日配信）[23]
- Character（2024年9月4日配信）[23]

## 出版

### 書籍
- SDP Bunko第3弾：森鷗外「高瀬舟」（2008年11月17日、SDP出版、） - 表紙・巻頭グラビア　　ISBN 978-4903620367
- 写真集「瀧本美織PhotoBook『いっしょに走ろっ!!』」（2013年8月10日、角川メディアハウス）　ISBN 978-4048949408

### 連載
- mina（ミーナ、主婦の友社）にて、2012年3月号より『can be a heroine』連載開始。

### カレンダー
- 瀧本美織 カレンダー2017（2016年12月11日、SDP）[125][126]
- 瀧本美織 2018 カレンダー（2017年12月7日、SDP）[127]
- 瀧本美織 カレンダー 2019.4-2020.3（2019年3月28日、SDP）[128]